# San Cristóbal de Segovia
San Cristóbal de Segovia é um município da Espanha, na província de Segóvia, em Castela e Leão. Tem 6,35 km² de área e em 2021 tinha 3 102 habitantes (densidade: 488,5 hab./km²). Limita com os municípios de Segóvia, La Lastrilla, Trescasas e Palazuelos de Eresma.